# Polygrammodes pareaclealis
Polygrammodes pareaclealis là một loài bướm đêm trong họ Crambidae.